# Бруккер, Анри де
Анри Жозеф Мари Гиацинт де Бруккер (фр. Henri Ghislain Joseph Marie Hyacinthe de Brouckère) (25 января 1801, Брюгге — 25 января 1891 Брюссель) — бельгийский либеральный политический деятель, профессор Брюссельского свободного университета, премьер-министр Бельгии (31 октября 1852 — 30 марта 1855).

## Биография
Анри Жозеф Мари Гиацинт де Бруккер родился 25 января 1801 года в городе Брюгге. Его брат Шарль был мэром Брюсселя с 1848 по 1860.
Был прокурором в Рурмо́нде, вошел в состав национального конгресса, был в числе комиссаров конгресса, посланных в Англию для объяснения с принцем Леопольдом относительно кандидатуры последнего на бельгийский трон.
Занимал пост губернатора провинции Антверпен (1840—1844) и провинции Льеж (1844—1846). Возглавлял либеральное правительство с 1852 до 1855 год, одновременно с постом Министра иностранных дел Бельгии. В 1863 году стал первым мэром Одергема, и оставался в должности до 1872. Был депутатом Палаты представителей с 1831 по 1849 и с 1856 по 1870.
Потеряв зрение, Анри Жозеф Мари Гиацинт де Бруккер удалился с политического поприща и скончался 25 января 1891 года в Брюсселе.

## Награды
- Командор Королевского ордена Льва[7] (Бельгия)
- Кавалер 1-го класса Ордена Красного орла[7] (Пруссия)

И другие награды.